# 공무 인터내셔널

공무 인터내셔널(영어: Public Services International, PSI)은 공공부문 노동조합의 국제적 연맹체이다. 본부는 ILO(국제노동기구)가 위치한 스위스 제네바에 인접한 도시인 프랑스 페흐네볼테르(Ferney-Voltaire)에 있다. (주소: Public Services International, BP 9, F-01211 Ferney-Voltaire Cedex, France.) 국제공공노련 등으로 줄여 부르기도 한다.

## 조직
실질적으로 공공 부문에서 일하는 세계 148 개국, 650개 노동조합, 2,000만 노동자를 대표하고 있다. 인권을 옹호하고, 사회 정의를 수호하며, 누구나 쉽게 우수한 공공의 도움을 받을 수 있도록 노력한다. 국제 연합 조직과 함께 일하고 노동, 사회 부문과 다른 연합체와 협력하고 있다.

## 대한민국
국제 공공부문 노동조합 연맹에 가입한 대한민국 공공부문 노동조합
- 전국공무원노동조합(Korean Government Employees' Union, KGEU)
- 전국공공운수사회서비스노동조합연맹(Korean Federation of Public Services and Transportation Workers' Unions, KPTU)
- 전국공공노동조합연맹(Federation of Korea Public Trade Unions, FKPU)
- 전국보건의료산업노동조합(Korean Health & Medical Workers' Union, KHMWU)
- 전국전력노동조합(Korean National Electrical Workers Union, KNEWU)